# Pararuellia delavayana
Pararuellia delavayana är en akantusväxtart som först beskrevs av Henri Ernest Baillon, och fick sitt nu gällande namn av E. Hossain. Pararuellia delavayana ingår i släktet Pararuellia och familjen akantusväxter. Inga underarter finns listade i Catalogue of Life.